# Aimé Raphaël Villedieu de Torcy
Aimé Raphaël Villedieu de Torcy, né le 16 mars 1826 à Paris et mort le 14 octobre 1883 au château de Bois-Claireau dans la Sarthe, était un homme politique français.

## Biographie
Il était le fils du député Nicolas William Wladimir Villedieu de Torcy. Il était également, de par sa mère, le petit-fils du général chouan Aimé Picquet du Boisguy.
Propriétaire du château de Bois-Claireau (Teillé), membre du Conseil général de l'Orne de 1852 à 1869 et maire de Durcet de 1860 à 1869, il se présenta, le 22 avril 1860, dans la 3e circonscription de ce département, et fut élu, avec l'appui du gouvernement, député au Corps législatif par 16 153 voix (31 608 votants, 40 093 inscrits), contre 15 429 à Arthur de la Ferrière, en remplacement de ce dernier dont l'élection avait été invalidée. 
Villedieu de Torcy siégea au sein du parti bonapartiste, et vota, comme son père, avec la majorité impérialiste, et fut réélu, le 1er juin 1863, par 23 839 voix (26 746 votants, 40 497 inscrits), contre 2 151 à Roche. Il se représenta sans succès le 24 mai 1869, et n'obtint que 12 078 voix contre 17 813 à l'élu, Gévelot, de l'opposition.
Il épousa en 1857, Savina de Taisne avec qui il eut 6 enfants.

## Sources
- « Aimé Raphaël Villedieu de Torcy », dans Adolphe Robert et Gaston Cougny, Dictionnaire des parlementaires français, Edgar Bourloton, 1889-1891 [détail de l’édition]